# كارين مراديان
كارين مراديان (1 نوفمبر 1992 بغيومري في أرمينيا - ) هو لاعب كرة قدم أرمني في مركز الوسط. شارك مع منتخب أرمينيا تحت 21 سنة لكرة القدم ومنتخب أرمينيا لكرة القدم. أما مع النوادي، فقد لعب مع ألاشكرت ونادي شيراك.

## وصلات خارجية
- كارين مراديان على موقع الاتحاد الدولي (مؤرشف)  (الإنجليزية)
- كارين مراديان على موقع الاتحاد الأوربي (الإنجليزية)
- كارين مراديان على موقع قاعدة بيانات كرة القدم.إي يو (الإنجليزية)
- كارين مراديان على موقع ناشيونال فوتبول تيمز (الإنجليزية)
- كارين مراديان على موقع Soccerway.com (الإنجليزية)